# Barunlestes butleri
Barunlestes butleri és una espècie extinta de mamífer euteri de la família dels zalambdalèstids que visqué a l'Àsia oriental durant el Cretaci superior, fa entre 72,2 i 83,6 milions d'anys. Se n'han trobat restes fòssils a les formacions de Baruungoyot i Djadokhta (Mongòlia). Es tracta de l'única espècie del gènere Barunlestes, Era si fa no fa igual de gros que Zalambdalestes, però més corpulent i amb el crani més curt (< 40 mm) i robust. La fórmula dental era {\displaystyle {\tfrac {3.1.3-4.3}{3.1.3-4.3}}}. El nom genèric Barunlestes significa ‘lladre de Barun’ i, alhora, evoca la seva semblança amb Zalambdalestes, mentre que el nom específic butleri li fou assignat en honor del zoòleg i paleontòleg britànic Percy Milton Butler.